# 感应线圈
感应线圈（induction coil）也稱為點火線圈，是一種变压器，可以從低壓直流電當中產生高電壓脈衝。感應線圈的一次側直流電會持續有機械開關開啟及關閉，目的讓使磁通量變化，產生夠大的感應電壓。